# دو دبليو. هارتر
دو دبليو. هارتر هو محامي وسياسي أمريكي، ولد في 2 يناير 1885 في آكرون في الولايات المتحدة، وتوفي في 4 سبتمبر 1971 في واشنطن العاصمة في الولايات المتحدة. نشط حزبياً في الحزب الديمقراطي. وقد انتخب عضو مجلس نواب أوهايو ‏ وانتخب عضو مجلس النواب الأمريكي ‏.